# 29 марта
29 марта — 88-й день года (89-й в високосные годы) по григорианскому календарю.
До конца года остаётся 277 дней.
До 15 октября 1582 года — 29 марта по юлианскому календарю, с 15 октября 1582 года — 29 марта по григорианскому календарю.
В XX и XXI веках соответствует 16 марта по юлианскому календарю.

## Праздники и памятные дни
См. также: Категория:Праздники 29 марта

### Национальные
- Мадагаскар — День памяти героев. Установлен в память вооружённого восстания малагасийского народа против французских колонизаторов в 1947 году. Восстание было подавлено в 1948 году.
- Россия — День специалиста юридической службы[2].
- Китайская Республика — День молодёжи[англ.].
- США — День ветеранов вьетнамской войны[англ.].
- ЦАР — День Боганды.

### Религиозные

#### Католицизм
- Память святого Бертольда[англ.];
- память Евстахия Люксёйского;
- память святой Глэдис;
- память святого Гвинллиу.

#### Православие[3][4][5]
- Память мученика Сави́на Ермопольского (Египетского) (287 год)[6];
- память мученика Папы Ларандского (305—311)[7];
- память святителя Серапиона, архиепископа Новгородского (1516 год);
- память апостола от 70-и Аристовула, епископа Вританийского (Британского) (I век);
- память священномученика Александра, папы Римского (119 год);
- память мученика Иулиана Аназарвского (IV век);
- память священномучеников Трофима и Фала, пресвитеров Лаодикийских (ок. 300 года)[8];
- память преподобного Христодула Чудотворца[9].

### Именины
- Католические: Бертольд, Гвинллиу, Глэдис, Евстахий.
- Православные: Александр, Антоний, Аристобул, Дионисий, Емилиан, Иван, Павел, Папа, Патрикия, Пимен, Роман, Савин, Серапион, Трофим, Фал, Христодул, Юлиано.

## События
См. также: Категория:События 29 марта

### До XVIII века
- 845 — викинги напали и разграбили[англ.] Париж.
- 1430 — войска Мурада II взяли Салоники на 8 год осады.
- 1461 — битва при Таутоне, самое кровопролитное сражение в ходе войны Алой и Белой Розы.
- 1536 — бернцы взяли Шильонский замок и освободили Франсуа Бонивара[10][11] (иногда указывается, что 29 мая[12]).
- 1638 — шведские лютеране основали первое постоянное поселение европейцев в Делавэре.

### XVIII век
- 1778 — английский капитан Джеймс Кук стал первым европейцем, высадившимся на острове Ванкувер.
- 1795 — немецкий композитор Людвиг ван Бетховен впервые дал концерт в Вене.
- 1798 — французами провозглашено создание Гельветической республики (Швейцария).

### XIX век
- 1823 — в Николаеве заложен первый русский паровой военный корабль «Метеор».
- 1847 —  американские войска взяли Веракрус после 20 дней осады.
- 1848
  - Ниагарский водопад остановился более чем на 30 часов из-за образования на реке Ниагара ледяных пробок.
  - Революционные события в Германии. В этот день в Берлине было сформировано либеральное правительство.
- 1867 — в Англии принят Североамериканский акт о создании Канады.
- 1873 — писатель Лев Толстой начал работу над романом «Анна Каренина».
- 1886 — одержав победу в матче с Иоганном Цукертортом, Вильгельм Стейниц стал первым официальным чемпионом мира по шахматам[13].
- 1891 — издан высочайший указ российского императора Александра III о закладке Великого сибирского пути (транссибирской железнодорожной магистрали)[14].

### XX век
- 1911 — в Санкт-Петербурге учреждён Российский олимпийский комитет.
- 1917 — в ходе празднования «Дня революции» в Киеве снесён памятник Петру Столыпину.
- 1927
  - в провинции Онтарио (Канада) отменён «сухой закон», вместо которого введён правительственный контроль за торговлей алкоголем.
  - Генри Сигрейв за рулём Sunbeam 1000 hp установил рекорд скорости для автомобилей — 327,97 км/ч.
- 1940
  - Банк Англии выпустил первые бумажные деньги с высокой степенью защиты от подделок — тонкой металлической нитью в бумаге.
  - В СССР приказом наркома обороны создана Военная академия командно-штурманского состава ВВС (с 1968 года — Военно-воздушная академия им. Ю. А. Гагарина).
- 1942 — завершение бомбардировки Любека в ходе Второй мировой войны.
- 1945
  - Вторая мировая война: войска советской 57-й армии и Первой болгарской армии начинают Надьканижско-Кёрмендскую операцию против немецких войск в Венгрии.
  - Постановлением ГКО № 7950 на вооружение Красной Армии принят танк ИС-3.
- 1947 — на Мадагаскаре началось одно из самых крупных восстаний за всю его историю.
- 1955 — в Москве прошла защита кандидатской диссертации Юрия Кнорозова (была присвоена сразу степень доктора наук), дешифровавшего письменность майя.
- 1961 — ратифицирована двадцать третья поправка к Конституции США.
- 1965 — на 3-м метровом телеканале в Москве начала вещание «Третья программа ЦТ».
- 1968 — похороны Юрия Гагарина и Владимира Серёгина в Москве, в присутствии нескольких тысяч человек.
- 1973 — Война во Вьетнаме: последний американский солдат покинул Южный Вьетнам.
- 1974
  - Американский космический аппарат «Маринер-10» сделал фотографии планеты Меркурий.
  - В Китае, в окрестностях города Сиань, местные жители случайно обнаружили «Терракотовую армию», захороненную более 2000 лет назад.
- 1990 — «Дефисная война»: парламент Чехословакии принял решение, что название страны будет писаться слитно по-чешски и через дефис по-словацки.
- 1999 — промышленный индекс Доу Джонса впервые превысил отметку в 10 000 пунктов во время роста «пузыря доткомов».

### XXI век
- 2001 — катастрофа Gulfstream III под Аспеном. Погибли все 18 человек на борту.
- 2004 — Болгария, Латвия, Литва, Румыния, Словакия, Словения и Эстония вступили в НАТО.
- 2010 — взрывы на станциях «Лубянка» и «Парк культуры» в московском метро, 41 погибший.
- 2014 — в Англии и Уэльсе зарегистрированы первые однополые браки.
- 2015 — авария A320 в Галифаксе.
- 2021 — контейнеровоз «Ever Given» снят с мели в Суэцком канале, судоходство восстановлено.

## Родились
См. также: Категория:Родившиеся 29 марта

### До XIX века
- 1561 — Санторио Санторио (или Санкториус; ум. 1636), итальянский врач, анатом, физиолог, первым использовавший термометр и измеритель пульса.
- 1728 — граф Кирилл Разумовский (ум. 1803), российский государственный и военный деятель, генерал-фельдмаршал, президент Российской академии наук (1746—1798), последний гетман Войска Запорожского (1750—1764).
- 1735 — Иоганн Карл Август Музеус (ум. 1787), немецкий писатель, литературный критик, филолог и педагог, автор сборника «Народные сказки немцев».
- 1746 —Карло Буонапарте (ум. 1785), корсиканский дворянин, адвокат и политик, отец Наполеона Бонапарта.
- 1769 — Никола Жан де Дьё Сульт (ум. 1851), главный маршал Франции (1847), герцог Далматский (1807), участник революционных и наполеоновских войн.
- 1784 — Кирилл Хлебников (ум. 1838), русский этнограф, этнолог и путешественник, директор Российско-Американской компании, биограф первооткрывателей Русской Америки.
- 1790 — Джон Тайлер (ум. 1862), 10-й президент США (1841—1845).
- 1791 — Дмитрий Бибиков (ум. 1870), генерал, герой Бородинской битвы, министр внутренних дел России (1852—1855).

### XIX век
- 1805 — Эжен Шнайдер (ум. 1875), французский учёный, политик и бизнесмен-промышленник.
- 1807 — Алексей Филомафитский (ум. 1849), врач, один из основоположников русской физиологии, профессор.
- 1848 — Алексей Куропаткин (ум. 1925), русский генерал, военный министр, член Государственного совета.
- 1853 — граф Павел Бенкендорф (ум. 1921), генерал от кавалерии, обер-гофмаршал Двора российского императора Николая II.
- 1864 — Поль Рансон (ум. 1909), французский художник, дизайнер и график, теоретик и педагог.
- 1879 — Алан Хендерсон Гардинер (ум. 1963), английский египтолог, открывший «Лейденский папирус».
- 1887 — Михаил Евдокимов-Рокотовский (ум. 1967), русский советский учёный-строитель (строительство железных дорог, мостов, туннелей), профессор.
- 1889 — Уорнер Бакстер (ум. 1951), американский киноактёр, лауреат премии «Оскар».
- 1895 — Эрнст Юнгер (ум. 1998), немецкий офицер, писатель, эссеист, военный теоретик, философ.
- 1899 — Лаврентий Берия (расстрелян в 1953), советский государственный и партийный деятель, руководитель органов госбезопасности.
- 1900 — Владимир Корш-Саблин (ум. 1974), белорусский кинорежиссёр и киноактёр, народный артист СССР.

### XX век
- 1906 — Тамара Ханум (наст. имя Тамара Артёмовна Петросян; ум. 1991), советская узбекская танцовщица, певица, актриса, хореограф, народная артистка СССР.
- 1908
  - Леонид Варпаховский (ум. 1976), режиссёр театра и кино, киновед, сценарист, художник, народный артист РСФСР.
  - Владимир Канделаки (ум. 1994), певец (бас-баритон), театральный режиссёр, актёр, народный артист СССР.
- 1918
  - Александр Довженко (ум. 1995), советский и украинский психотерапевт, нарколог, автор метода лечения алкогольной зависимости с помощью кодирования.
  - Сэм Уолтон (ум. 1992), американский бизнесмен, основатель сетей магазинов Walmart и Sam’s Club.
- 1925 — Людмила Лядова (ум. 2021), композитор, пианистка, певица, народная артистка РСФСР.
- 1927 — Джон Вейн (ум. 2004), английский фармаколог, лауреат Нобелевской премии по физиологии или медицине (1982).
- 1929
  - Вадим Медведев (ум. 2025), советский партийный деятель, учёный-экономист. Один из ключевых авторов и исполнителей перестройки в СССР; член Политбюро ЦК КПСС (1988—1990), секретарь ЦК КПСС (1986—1990). Член-корреспондент АН СССР (1984 — 1991), РАН (1991 — 2025).
  - Леннарт Мери (ум. 2006), эстонский писатель, режиссёр и политик, президент Эстонии (1992—2001).
- 1931 — Алексей Губарев (ум. 2015), советский лётчик-космонавт, генерал-майор авиации, дважды Герой Советского Союза.
- 1933 — Эухенио Хорхе (ум. 2014), кубинский волейбольный тренер, один из лучших в истории мирового волейбола.
- 1935 — Николай Анфимов (ум. 2019), советский учёный-ракетостроитель, академик РАН, в 2000—2008 гг. директор ЦНИИМАШ Росавиакосмоса.
- 1936 — Станислав Говорухин (ум. 2018), советский и российский кинорежиссёр, актёр, сценарист, продюсер, политик и общественный деятель, народный артист РФ.
- 1939 — Теренс Хилл (наст. имя Марио Джиротти), итальянский киноактёр и режиссёр.
- 1942 — Борис Романов, советский и российский актёр театра и кино, народный артист РФ.
- 1943
  - Эрик Айдл, британский актёр и сценарист, участник комик-группы «Монти Пайтон».
  - Вангелис (Эвангелос Одиссеас Папатанасиу; ум. 2022), греческий музыкант, композитор, мастер электронной музыки.
  - Джон Мейджор, 72-й премьер-министр Великобритании (1990—1997).
- 1944 — Терри Джекс, канадский поп-музыкант, автор-исполнитель, продюсер.
- 1947 — Виктор Потапов (погиб в 2017), советский яхтсмен, заслуженный мастер спорта.
- 1951 — Александр Фатюшин (ум. 2003), актёр театра, кино и дубляжа, заслуженный артист РСФСР.
- 1952 — Теофило Стивенсон (ум. 2012), кубинский боксёр, трёхкратный чемпион мира и Олимпийских игр.
- 1955 — Брендан Глисон, ирландский актёр театра, кино и телевидения, режиссёр, сценарист, музыкант.
- 1957
  - Кристофер Ламберт, французский и американский киноактёр, продюсер, сценарист, лауреат премии «Сезар».
  - Элизабет Хэнд, американская писательница-фантаст.
- 1960 — Ю Несбё, норвежский писатель и музыкант.
- 1963 — Раймонд Дебевец, югославский и словенский стрелок из винтовки, олимпийский чемпион, чемпион мира и Европы.
- 1964
  - Александр Волков, советский и украинский баскетболист, чемпион Европы (1985) и Олимпийских игр (1988).
  - Эль Макферсон, австралийская топ-модель, актриса и дизайнер.
  - Владимир Сафронков, российский дипломат.
- 1966 — Красимир Балаков, болгарский футболист и тренер.
- 1967 — Мишель Хазанавичус, французский режиссёр, актёр.
- 1968
  - Люси Лоулесс (урожд. Райан), новозеландская актриса, продюсер, певица, фотомодель.
  - Владимир Пресняков-младший, советский и российский поп-певец, клавишник, композитор, танцор и актёр.
- 1973 — Марк Овермарс, нидерландский футболист и футбольный функционер.
- 1976 — Дженнифер Каприати, американская теннисистка, бывшая первая ракетка мира, победительница 3 турниров Большого шлема, олимпийская чемпионка (1992).
- 1980 — Билл Демонг, американский двоеборец, олимпийский чемпион, чемпион мира.
- 1986 — Иван Ухов, российский прыгун в высоту, чемпион мира (2010), двукратный чемпион Европы.
- 1987 — Димитри Пайе, французский футболист.
- 1991 — Н’Голо Канте, французский футболист малийского происхождения, чемпион мира (2018).
- 1993 — Торган Азар, бельгийский футболист.

## Скончались
См. также: Категория:Умершие 29 марта

### До XX века
- 1772 — Эммануил Сведенборг (р. 1688), шведский учёный-естествоиспытатель, мистик, теософ, изобретатель.
- 1792 — Густав III (р. 1746), король Швеции (с 1771).
- 1814 — Клодион (наст. имя Клод Мишель; р. 1738), французский скульптор.
- 1836 — Надежда Пушкина (урожд. Надежда Осиповна Ганнибал; р. 1775), мать А. С. Пушкина.
- 1891 — Жорж-Пьер Сёра (р. 1859), французский художник-постимпрессионист.
- 1892 — Уильям Боумен (р. 1816), английский хирург и гистолог.
- 1900 — Леонид Радин (р. 1860), русский революционер, поэт, изобретатель.

### XX век
- 1903 — Иштван Данко (р. 1858), популярный цыганский скрипач и композитор из Австро-Венгрии.
- 1908 — Григорий Гершуни (р. 1870), российский террорист, один из основателей боевой организации партии эсеров.
- 1912
  - погиб Роберт Скотт (р. 1868), английский полярник, исследователь Антарктиды (дата предположительная).
  - Габриел Сундукян (р. 1825), армянский писатель и драматург.
- 1913 — Павел Корф (р. 1837), российский политик, общественный деятель, один из основателей партии «Союз 17 октября».
- 1937 — Кароль Шимановский (р. 1882), польский композитор и пианист.
- 1949 — Николай Гамалея (р. 1859), русский советский врач, микробиолог, эпидемиолог, академик АМН СССР.
- 1962 — Анатолий Рыбаков (р. 1919), советский кинорежиссёр.
- 1970
  - Лев Кулешов (р. 1899), кинорежиссёр, актёр, сценарист, теоретик кино, народный артист РСФСР.
  - Анна Стронг (р. 1885), американская журналистка и писательница коммунистического направления.
- 1979 — Анри Анспах (р. 1882), бельгийский фехтовальщик еврейского происхождения, олимпийский чемпион (1912).
- 1982 — Карл Орф (р. 1895), немецкий композитор и музыкальный педагог.
- 1986 — Леонид Грошев (р. 1914), советский военный лётчик, гвардии капитан, Герой Советского Союза.
- 1987 — Акакий Шанидзе (р. 1887), грузинский филолог, академик АН Грузинской ССР.
- 1988 — Аркадий Бочкарёв (р. 1931), советский баскетболист, серебряный призёр олимпийских игр (1956), двукратный чемпион Европы (1957, 1959).
- 1989 — Бернар Блие (р. 1916), французский киноактёр, лауреат премии «Сезар».
- 1993 — Штефан Угер (р. 1930), словацкий кинорежиссёр и сценарист.

### XXI век
- 2009
  - Элен Левитт (р. 1913), американская фотохудожница, сценаристка, оператор-постановщик.
  - Владимир Федотов (р. 1943), советский футболист, футбольный тренер.
- 2015 — Джонрид Абдуллаханов (р. 1929), узбекский писатель-прозаик, поэт, драматург и журналист.
- 2016 — Нил Гилевич (р. 1931), белорусский поэт, переводчик, литературовед, фольклорист и общественный деятель.
- 2017 — Алексей Абрикосов (р. 1928), советский, российский и американский физик-теоретик, нобелевский лауреат (2003).
- 2019 — Аньес Варда (р. 1928), французский кинорежиссёр, сценарист и продюсер.
- 2020
  - Филип Уоррен Андерсон (р. 1923), американский физик-теоретик, лауреат Нобелевской премии (1977).
  - Юрий Бондарев (р. 1924), русский советский писатель и сценарист, общественный деятель.
  - Кшиштоф Пендерецкий (р. 1933), польский композитор, дирижёр, педагог.
- 2024 — Луис Госсетт (р. 1936), американский актёр, обладатель премии «Оскар».
- 2025 — Ричард Чемберлен (р. 1934), американский актёр кино и телевидения, певец.

## Народный календарь, приметы и фольклор Руси
Саввин (Савин) день.
- Если в этот день тепло, то вся весна будет тёплой[15].
- В старину на Руси поговаривали: «На Савина сани покинь, телегу подвинь»[16].